# Clos (wijngaard)

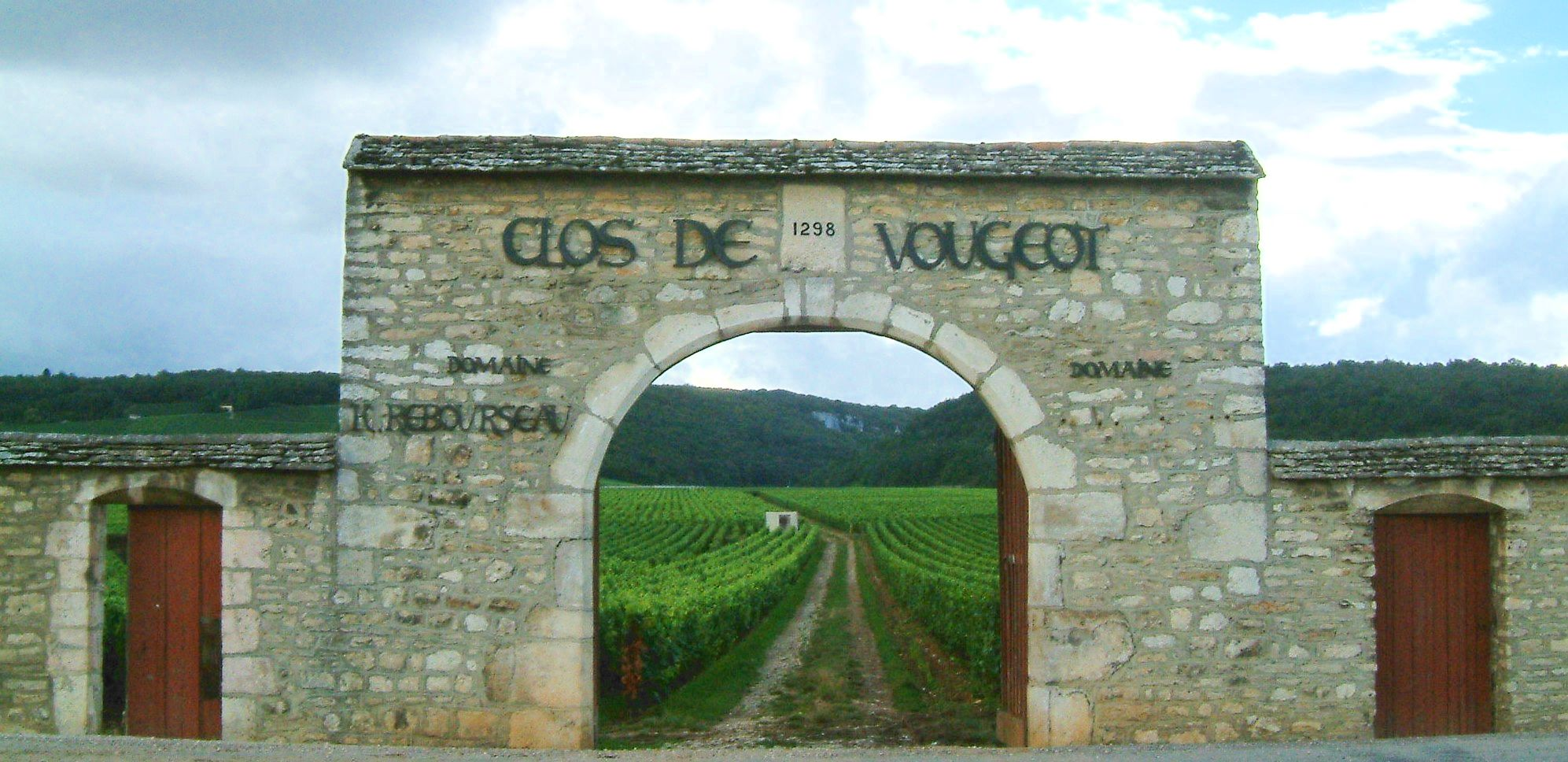
Clos de Vougeot

Een clos (in het Engels 'enclosure') is een ommuurde of omheinde wijngaard. Deze omheinde wijngaarden beschermen de druiven tegen diefstal en kunnen het micro- of mesoklimaat verbeteren. Het waren dikwijls wijngaarden van Cisterciënzers kloosters. De naam wordt dikwijls gebruikt in de naam van de wijn, zelfs al is de muur of omheining verdwenen.

## Per land

### Frankrijk
- Bordeaux: Château Léoville-Las Cases, Clos Haut-Peyraguey, Clos Fourtet, Clos des Jacobins, Clos de l'Oratoire, Clos de Plince, Clos Saint-Martin

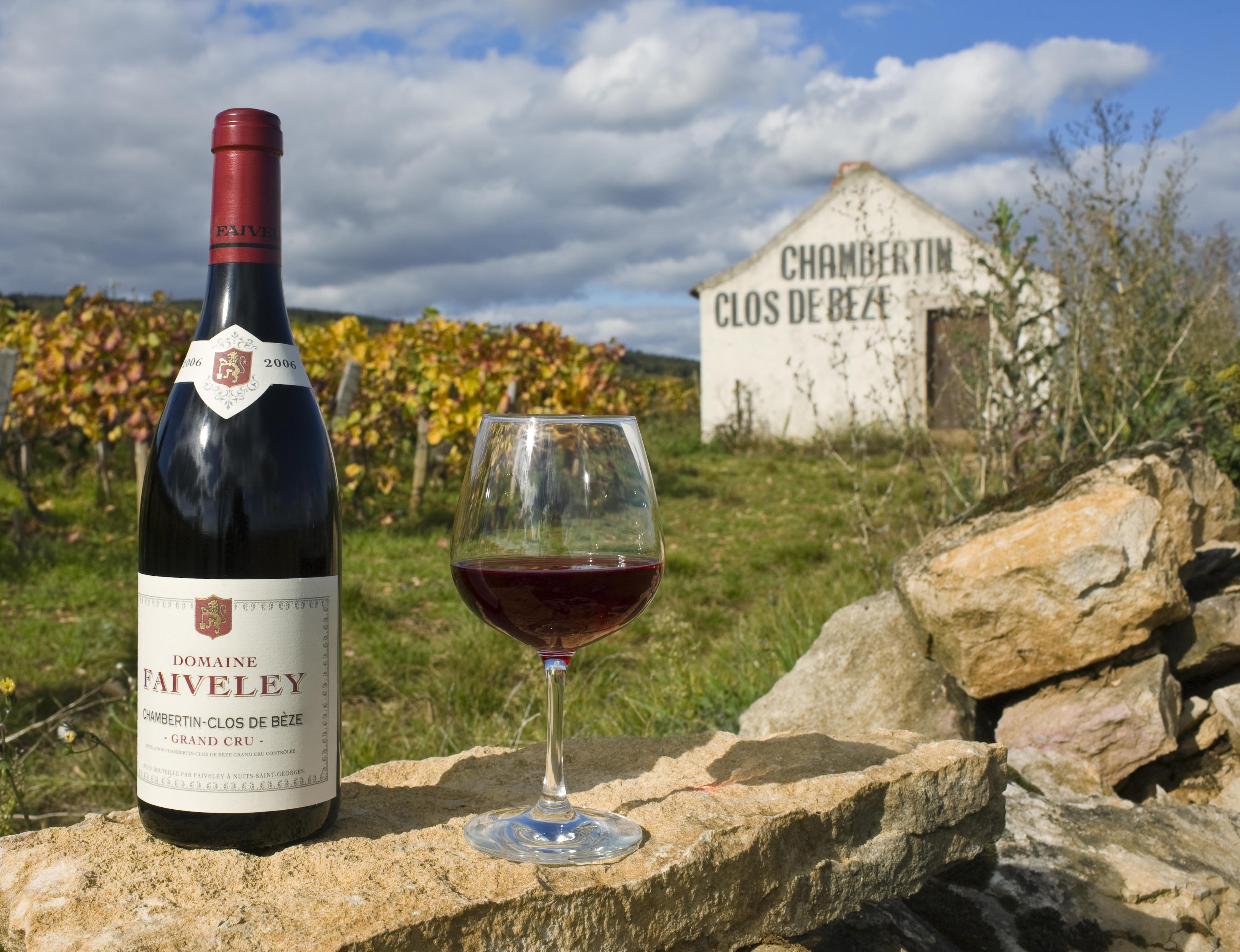
Chambertin Clos de Bèze

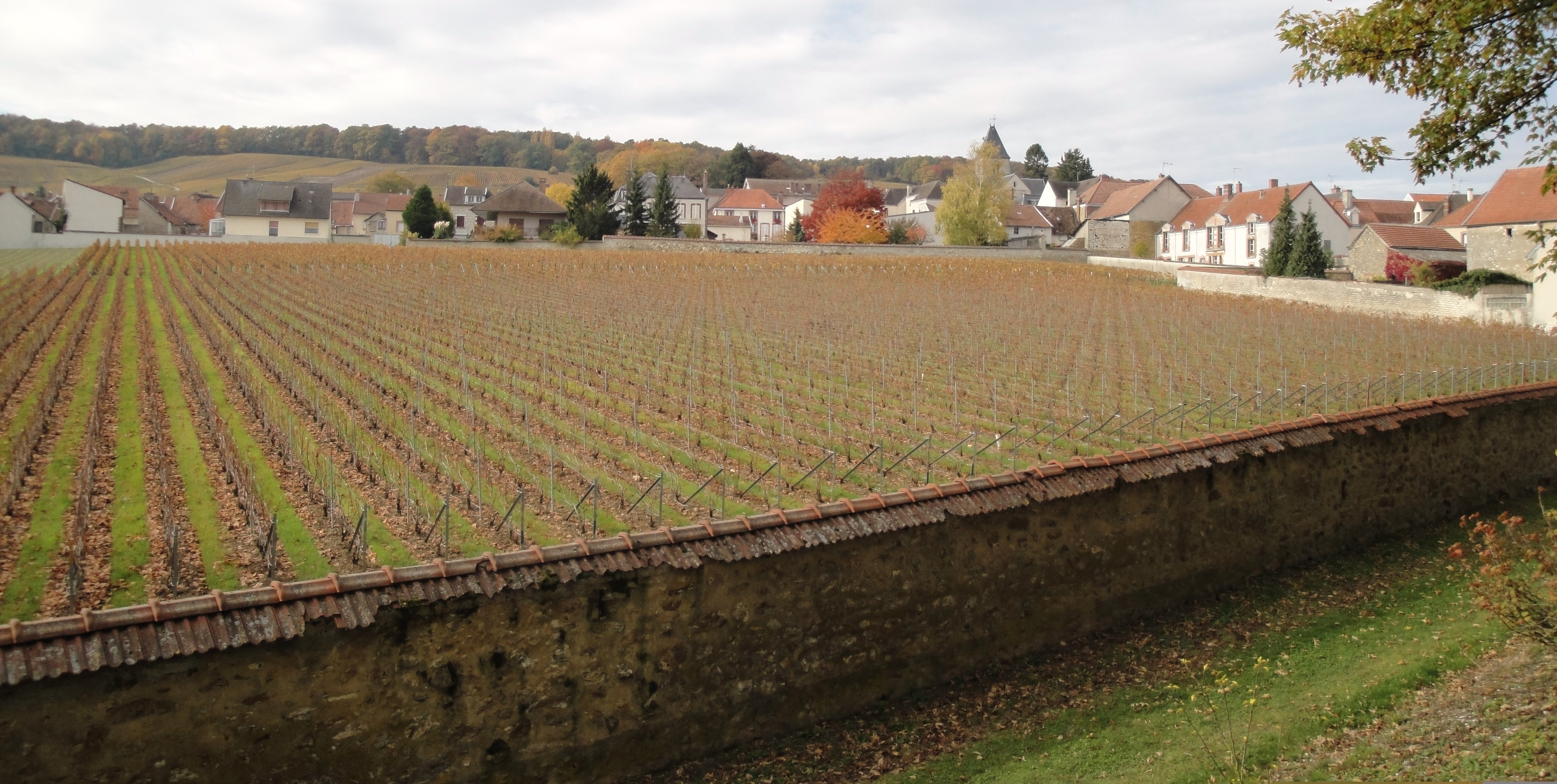
Clos du Mesnil

- Bourgondië: Clos Napoléon (Fixin), Chambertin-Clos de Bèze, Clos de Tart, Clos des Lambrays, Clos de la Roche, Clos Saint-Denis, La Romanée together with La Romanée-Conti, Clos de Vougeot, Clos des Réas (Vougeot), Corton-Clos du Roi, Clos des Ursules, Clos des Mouches (Beaune), Clos des Épeneaux (Pommard), Clos du Val (Auxey-Duresses), Clos des Chênes (Volnay), Montrachet
- Champagne: officieel herkend als clos:
  - Clos des Goisses (Mareuil-sur-Aÿ; zie Philipponnat)
  - Clos du Mesnil (Le Mesnil-sur-Oger; zie Krug)
  - Clos Saint Hilaire (Mareuil-sur-Aÿ; zie Billecart-Salmon),
  - Clos d’Ambonnay (Ambonnay; zie Champagne Krug),
  - Clos du Moulin (Chigny les Roses; zie Cattier),
  - Clos Cazals (Oger; of Champagne Claude Cazals),
  - Clos des Faubourgs de Notre Dame (Vertus; of Champagne Veuve Fourny),
  - (Clos) Vieilles Vignes Françaises (from Clos Saint Jacques (Aÿ) plus the parcelles Chaudes-Terres (Aÿ) and Croix Rouge (Bouzy); zie Champagne Bollinger),
  - Clos Virgile (Beaumont-sur-Vesle; of Champagne Paul Sadi (Portier)),
  - Clos des Chaulins (Pargny-les-Reims; of Champagne Médot),
  - Le Petit Clos (Bouzy; of Champagne Jean Veselle),
  - Clos l’Abbé (Cramant; of Champagne Hubert Soreau),
  - Clos des Belvals (Vertus; of Champagne Person),
  - Clos des Bouveries (Vertus; zie Duval-Leroy),
  - Clos Lanson (Reims; zie Lanson),
  - Le Clos (Pierry; of Champagne Henri Mandois),
  - Clos des Bergeronneau (Ville-Dommange; of Champagne Florent Bergeronneau-Marion),
  - Clos de l’Abbaye (Vertus; of Champagne Doyard),
  - Clos Pompadour (Reims; zie Pommery), Le Clos (Bouzy; of Champagne André Clouet),
  - Clos Jarot (Vandières; of Champagne Nowack),
  - Clos Bourmault (Avize; of Champagne Christian Bourmault),
  - Clos du Château de Bligny (Bligny; of Champagne Chateau de Bligny),
  - Clos Rocher (Balnot-sur-Laignes; of Champagne Jean-Michel Grémillet),
  - Clos Sainte-Sophie (Montgueux; of Champagne Jacques Lassaigne),
  - Clos à Doré (Ludes; of Champagne Doré Monmarthe),
  - Clos Barnaut (Bouzy; of Champagne Edmond Barnaut),
  - Clos de Marzilly (Hermonville; of Champagne Olivier Fagot at Rilly-la-Montagne),
  - Clos des Monnaies (Damery; of Champagne Goutorbe-Bouillot),
  - Clos de Cumières (Épernay; of Champagne Jestin),
  - Le Clos d’Hortense (Aÿ; of Champagne Pierre Leboeuf),
  - Clos des Maladries (Avize; of Champagne Etienne Calsac),
  - Clos des Trois Clochers (Villers-Allerand); of Champagne Leclerc Briant),
  - Clos du Montdorin (Charly-sur-Marne; of Champagne Léguillette-Romelot),
  - Clos 667 (Épernay; of Champagne Boivin), as officially recognised as clos.
- Champagne: Ook officieel herkend als lieu-dits ‘clos’ (volgens het Comité de Champagne):
  - Clos des Graviers (Le Breuil; of Champagne Pierre Mignon),
  - Clos Jacquin (Avize; of Champagne Pierre Callot),
  - Clos Colin (Bouzy; of Champagne Veuve Cliquot),
  - Clos Saint Jean (Moussy; of Champagne José Michel),
  - Clos des Fourches (Tauxières-Mutry; of Champagne Lejeune-Dirvang),
  - Clos des Plants de Chêne (Moussy; of Champagne José Michel): produceert momenteel geen clos-cuvée,
  - Clos Jacquesson (Dizy; zie Champagne Jacquesson): produceert momenteel geen clos-cuvée.
- Alsace: Clos Sainte-Hune in Grand Cru Rosacker (Hunawihr), Clos Sainte-Odile (Obernai), Clos Saint-Urbain (Turkheim)
- Loire: Clos de la Coulée-de-Serrant, Clos du Papillon (Savennières), Le Grand Clos (Bourgueil)
- Rhône: Clos des Papes, Clos du Mont-Olivet, Clos de l'Oratoire des Papes (Châteauneuf-du-Pape)
- South West France: Clos La Coutale, Clos de Gamot, Clos Lapeyre,[3] Clos Triguedina (Cahors)

### Duitsland
- Rheingau: Hattenheimer Pfaffenberg en Steinberg ( abdij Eberbach ), Neroberg ( Wiesbaden )
- Rheinhessen: Schlossmühle in Heidesheim, Niersteiner Glöck

### Portugal
- Pico, Azoren: Bijna alle wijngaarden op het eiland Pico zijn omgeven door stenen muren, zowel ter bescherming als om de grote hoeveelheid vulkanische rotsen te hergebruiken die van de grond moesten worden verwijderd toen de eerste wijnstokken werden geplant.[4]

### Verenigde Staten
- Napa-vallei: Clos Du Val, Clos Pegase

### Zuid-Afrika
- Stellenbosch: Clos Malverne

### Mexico
- Valle de Guadalupe: Clos de Tres Cantos